# Paul Sidwell
Paul James Sidwell – australijski językoznawca, zajmujący się lingwistyką historyczną Azji Południowo-Wschodniej i lingwistyką kryminalistyczną.
Specjalizuje się w językach austroazjatyckich.

## Publikacje
Książki
- Paul Sidwell, Jenny Mathias, red. (2021). The Languages and Linguistics of Mainland Southeast Asia. De Gruyter
- Jenny Mathias, Paul Sidwell (red.). The handbook of Austroasiatic languages. Leiden, Boston: Brill.
- Paul Sidwell. 2015. The Palaungic Languages: Classification, Reconstruction and Comparative Lexicon. Munich: Lincom Europa.
- Paul Sidwell, Philip Jenner. 2010. Old Khmer Grammar. Canberra: Pacific Linguistics.
- Paul Sidwell. 2009. Classifying the Austroasiatic Languages: history and state of the art. Munich: Lincom Europa.
- Paul Sidwell. 2005. The Katuic Languages: classification, reconstruction and comparative lexicon. Munich: Lincom Europa.
- Paul Sidwell, Pascale Jacq. 2003. A Handbook of Comparative Bahnaric: volume 1 — West Bahnaric. Canberra: Pacific Linguistics 551.
- Paul Sidwell. 2000. Proto South Bahnaric: a reconstruction of a Mon-Khmer language of Indo-China. Canberra: Pacific Linguistics 501.
- Paul Sidwell, Pascale Jacq. 2000. A Comparative West Bahnaric Dictionary. Munich: Lincom Europa.
- Paul Sidwell, Pascale Jacq. 1999. Sapuan (Sepuar). Munich: Lincom Europa.
- Paul Sidwell, Pascale Jacq. 1999. Loven (Jruq) Consolidated Lexicon. Munich: Lincom Europa.

Rozprawa doktorska
- Paul Sidwell. 1998. A reconstruction of Proto-Bahnaric. Rozprawa doktorska. University of Melbourne.